# Kryzhanovskia
Kryzhanovskia är ett släkte av skalbaggar. Kryzhanovskia ingår i familjen Melolonthidae.
Kladogram enligt Catalogue of Life:
| Kryzhanovskia | \| \| Kryzhanovskia cashmirensis \| \| \| \| \| \| Kryzhanovskia olegi \| \| \| \| |
|               | \| \| Kryzhanovskia cashmirensis \| \| \| \| \| \| Kryzhanovskia olegi \| \| \| \| |
|               | Kryzhanovskia cashmirensis                                                         |
|               |                                                                                    |
|               | Kryzhanovskia olegi                                                                |
|               |                                                                                    |